# Ferran Soriano
Pour les articles homonymes, voir Soriano (homonymie).
Ferran Soriano Compte est un chef d'entreprise espagnol né à Barcelone le 16 juin 1967.
Entre 2003 et 2008, il est vice-président économique du FC Barcelone alors présidé par Joan Laporta.
En avril 2009, Ferran Soriano devient président de la compagnie aérienne Spanair jusqu'en 2012.
Le 17 août 2012, il est nommé directeur exécutif de Manchester City. Il préside également le New York City FC et Melbourne City FC.

## Biographie
Ferran Soriano naît dans le quartier populaire barcelonais de Poblenou. Ses parents sont commerçants. Il devient socio du FC Barcelone à l'âge de 13 ans.
Il possède des licences et des masters en Sciences de l'entreprise obtenus à l'ESADE de Barcelone, à la RPI de New York et à l'UCL en Belgique[Quand ?][réf. nécessaire].
Il a occupé des postes de responsabilité chez The Mac Group, ReckittBenckiser et Cluster Consulting, entreprise qu'il fonde en 1993 avec Marc Ingla, Javier Rubió, Marcel Rafart et Jordi Viñas. Soriano est également président et membre fondateur de Leqtor.com et 36L, des maisons d'édition. En 2009, Ferran Soriano devient président de la compagnie aérienne Spanair.

### Dirigeant du football
En 2003, il fait partie de l'équipe de Joan Laporta qui remporte les élections à la présidence du FC Barcelone. Il devient alors vice-président du club et s'occupe de l'aire économique. Il démissionne en 2008.
En 2010, il s'intègre à la candidature de Marc Ingla à la présidence du FC Barcelone. Cette candidature perd les élections face à celle de Sandro Rosell.
Le 17 août 2012, il devient directeur exécutif du club anglais de Manchester City. En octobre de la même année, il recrute l'ancien directeur technique du FC Barcelone sous l'ère Laporta, Txiki Begiristain.
Le 14 janvier 2013, le président du FC Barcelone Sandro Rosell accuse Ferran Soriano et Txiki Begiristain de vouloir recruter de façon déloyale des joueurs et des employés du FC Barcelone, et de mettre à leur profit des informations confidentielles sur le club catalan.